# 亨利·華茲華斯·朗費羅

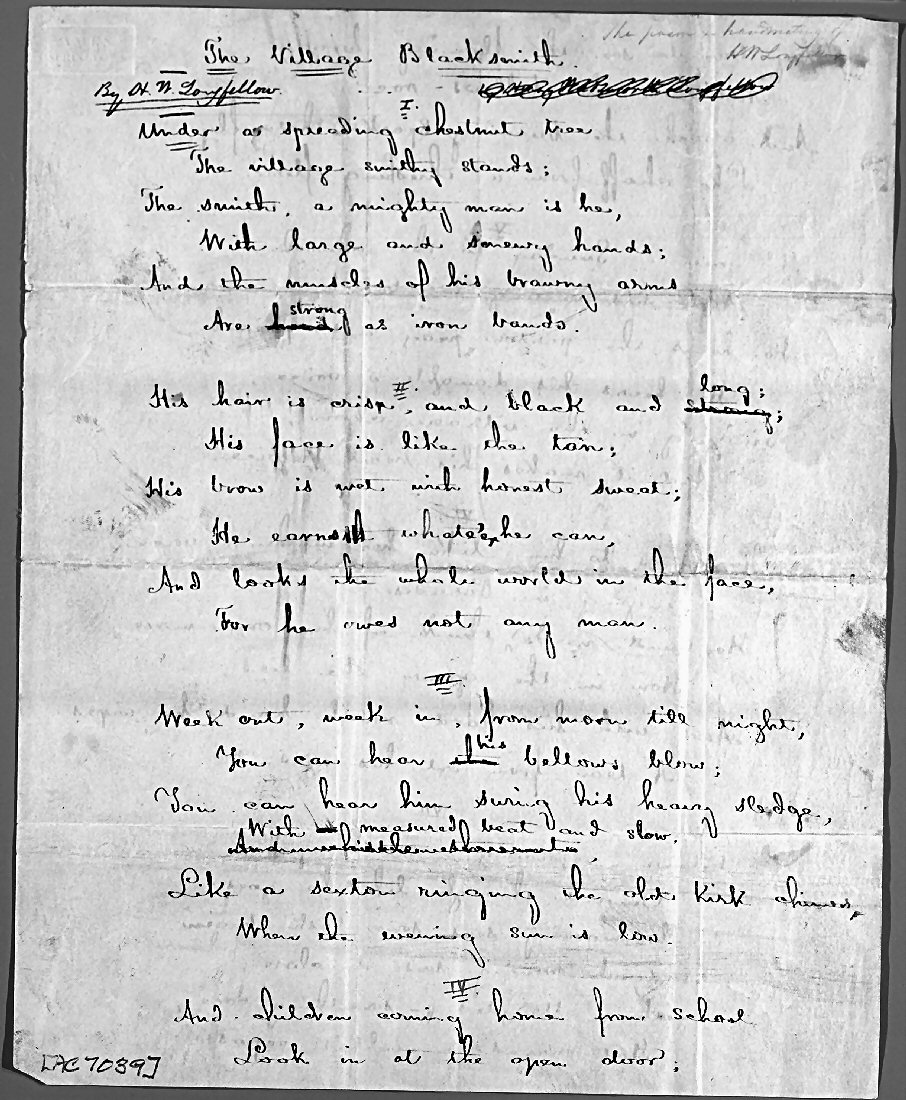
亨利·沃茲沃思·朗費羅手稿

亨利·沃茲沃思·朗費羅（英语：Henry Wadsworth Longfellow，1807年2月27日—1882年3月24日），美國詩人、翻譯家。爐邊詩人之一。

## 生平
亨利的父亲斯蒂芬·朗费罗是個律師，母親吉尔帕尤愛誦讀詩歌。他們養育了四男四女，亨利排行第二，其性格秉承父母的氣質。
在家庭氣氛薰陶下，亨利自小喜愛詩歌和語言，後來入緬因州鮑登學院攻讀語言和文學（納撒尼爾·霍桑是其同班同學），並兩度赴歐學習法、意、德、丹麥、瑞典和荷蘭等語言，28歲即任哈佛大學現代語言教授。
世界上第一首譯為中文的英語詩是朗費羅的《人生頌》。時任大清國總理各國事務衙門全權大臣的董恂曾將《人生頌》書於扇面，並轉交給遠在波士頓的朗費羅，此扇現存於朗費羅故居。

## 代表作
- 《夜吟》
- 《奴役篇》
- 《伊凡吉林》
- 《海華沙之歌》
- 《基督》
- 《路畔旅舍故事》

## 外部連結

### 出處
- Henry Wadsworth Longfellow的作品  - 古騰堡計劃 - Plain text and HTML
- Works by Henry Wadsworth Longfellow at Internet Archive - Scanned books, many illustrated and original editions.
- Audio - Hear the Village Blacksmith （页面存档备份，存于）
- Maine Historical Society （页面存档备份，存于） Searchable poem text database, biographical data, lesson plans.
- Longfellow as a translator Public Poet, Private Man: Henry Wadsworth Longfellow at 200

### 其餘相關
- Longfellow National Historic Site, Cambridge, Massachusetts （页面存档备份，存于）
- Longfellow's Translation of Dante rendered side by side with that of Cary and Norton （页面存档备份，存于）